# Vlachy
Vlachy (hongrois : Nagyolaszi) est un village de Slovaquie situé dans la région de Žilina.

## Histoire
La première mention écrite du village date de 1262.

## Démographie

### Évolution de la population
| Année:               | 1994. | 2004.   | 2014.   | 2024.    |
| -------------------- | ----- | ------- | ------- | -------- |
| Nombre de personnes: | 607   | 630     | 584     | 645      |
| Différence:          |       | +3,78 % | -7,30 % | +10,44 % |

| Année:               | 2023. | 2024.   |
| -------------------- | ----- | ------- |
| Nombre de personnes: | 643   | 645     |
| Différence:          |       | +0,31 % |